# Laurent Teycheney
Laurent Teycheney est un musicien, claveciniste et compositeur français né en 1959 à Paris.

## Biographie
Laurent Teycheney commence le piano avec Betty Viaud au Conservatoire de musique, de danse et d'art dramatique de Bourg-la-Reine/Sceaux, ainsi que l'accompagnement vocal avec Anne Billard-Grapotte à la Schola Cantorum de Paris, avant d'être reçu au Conservatoire national supérieur de musique et de danse de Paris (CNSMDP) où il est lauréat de nombreuses disciplines musicales : solfège spécialisé chez Berthe Duru-Delacour, Lucie Robert-Diessel et Éliane Gernez, harmonie chez Henri Challan, Pierre Lantier et Jean Lemaire, contrepoint chez Jean-Paul Holstein, fugue chez Michel Merlet, clavecin et basse continue chez Robert Veyron-Lacroix et Laurence Boulay, musique de chambre chez Maurice Bourgue et Pierre Séchet, histoire de la musique chez Brigitte François-Sappey, déchiffrage chez Richard Siegel, analyse chez Françoise Rieunier, musique baroque chez William Christie, accords/tempéraments chez Pierre-Yves Asselin, instrumentation/orchestration chez Serge Nigg.
En parallèle, il suit des cours de piano de Reine Gianoli et Aldo Ciccolini, d'accompagnement au piano de Henriette Puig-Roget, de formation musicale d'Odette Gartenlaub et de composition de Nguyen Thien Dao, François-Bernard Mâche, Hugues Dufourt et Gilbert Amy.
Il enseigne dès 1980 aux conservatoires de Viroflay, de Sarcelles, de Compiègne, d'Auteuil (Paris XVIe), puis au conservatoire municipal de musique de Montrouge dont il assure la direction.
En 1995 il s'installe au Japon, devient professeur à l'Université de Musique Showa (Kanagawa-ken), puis chargé de cours à l'Université Toho Gakuen et professeur à l'Université nationale des beaux-arts et de la musique de Tokyo ( "Tokyo Geidai"),. Par ailleurs, il intervient lors de nombreux symposiums (musique électronique Yamaha, Kanagawa Arts, The Society of Music Theory of Japan, Société Gabriel Fauré de Tokyo...) et organise depuis 2006 le Concert-Lecture-Création annuel J'aime le solfège ! qui associe interprètes, historiens, pédagogues et public de toutes les générations.

## Œuvres
Il publie chaque année des thèses universitaires ainsi que d'autres ouvrages : "Le Piano Danse" (Ongaku no Tomo, 2001) , "Le Clavier des Lumières", ainsi que des CD de Dictées Musicales en collaboration avec Masao Endoh et Isao Matsushita (Fontec, 2005).
En tant que claveciniste, il se produit non seulement dans le répertoire dit "ancien" mais aussi dans celui d'aujourd'hui, en créant parfois des œuvres composées à son intention, en France, en Europe, au Japon et en Extrême-Orient. Il accompagne notamment Gérard Poulet, Pascal Bertin, Sylvie Sulle, Pierre-Yves Artaud, Mayumi Miyata, Dozan Fujiwara, Takafumi Fujimoto, Tomotaka Okamoto, Makiko Hayashima, Kazuko Shinozaki, et joue au sein de quelques formations comme les Orchestres Paul Kuentz/de Chambre de Paris/de Chambre de Normandie, Ongaku Shuudan, Tokyo City Philharmonic Orchestra...
Il a entrepris, au Japon, une série de Concerts-récitals "Clavecin + " où son instrument s'allie à d'autres dans des formations parfois insolites : instruments traditionnels japonais (Koto / Shamisen / Shakuhachi / Sho...) , harpe, percussion, orgue etc., concerts-récitals suivis de l'enregistrement de CD/DVD et de la publication des partitions. Depuis 2006 il a été nommé Producteur au Musicasa de Tokyo et Directeur de la collection "Clavecin" aux éditions Mother-Earth de Tokyo.
Il compose également des œuvres essentiellement destinées à des ensembles vocaux et/ou instrumentaux : Max et les Maximonstres (1985) , Appolliages, sur des poèmes de Guillaume Apollinaire (1986), Operette 89(1989), Paris-Vienne 91(1991), EuropAsie Show 1/2 (1994-1995), Labyrhintes d'Intervalles 1/2(1999-2003), Noel!(2000), "Gardons le Sourire"(2005), "La Voix (In)Humaine" (2008).
De même, il arrange certaines œuvres musicales pour d'autres formations instrumentales en forme de "Patchwork musical": "Gakushuin-Shotoka" (1993), "La Voix Humaine"de Francis Poulenc (1997), "Erwartung" de Arnold Shoenberg (2002).
En 2007, il crée et dirige l'Ensemble Muromachi, qui pour la première fois au monde réunit des instrumentistes traditionnels japonais et des instruments baroques européens, des acteurs, des danseurs et autres artistes selon le spectacle : "Le Rêve de Toyotomi Hideyoshi"(2007), "Le Rêve de Kantan"(2008), "Cent Phrases pour Éventails de Paul Claudel" (2009), Ensemble qu'il produit et dont il assure la mise en scène artistique.